# روبرت إي. كوكس
روبرت إي. كوكس (بالإنجليزية: Robert Edward Cox) هو مهندس أمريكي، ولد في 12 مارس 1917 في كليفلاند في الولايات المتحدة، وتوفي في 16 ديسمبر 1989 في سانت تشارلز في الولايات المتحدة.